# Alberto Nessi

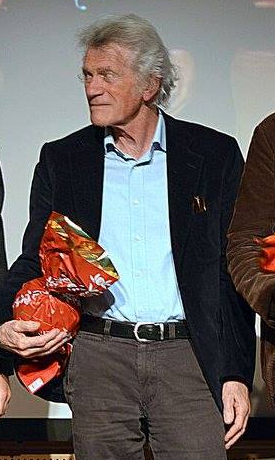
Alberto Nessi (2015)

Alberto Nessi (* 19. November 1940 in Mendrisio, Kanton Tessin) ist ein italienischsprachiger Schweizer Schriftsteller. Sein Œuvre umfasst Lyrik, Prosa und Essays.

## Leben
Nessi stammt aus einfachen Verhältnissen. In seinem fünfzehnten Lebensjahr starb sein Vater. Er war der erste in der Familie, der eine höhere Ausbildung erhielt. Er wuchs in Chiasso auf, besuchte das Lehrerseminar in Locarno, studierte Philosophie und Literaturwissenschaft an der Universität Freiburg und war mehrere Jahre Lehrer für italienische Literatur in Mendrisio.
Neben seiner Lehrertätigkeit schrieb Nessi auch für verschiedene Zeitungen im Tessin. Für das Radio und Fernsehen der italienischsprachigen Schweiz schrieb er Hörspiele und arbeitete an Fernsehfilmen mit. Er war auch aktiv in der Tessiner Sektion der Gruppe Olten, seit ihrer Gründung bis zu ihrer Auflösung 2002.
Alberto Nessi debütierte 1969 mit der Gedichtsammlung I giorni feriali (Die Wochentage). Sein erster Erzählband Terra matta erschien 1983 (zuerst!) auf Deutsch im Zürcher Limmat-Verlag. Er ist Herausgeber der Anthologie von Texten der italienischen Schweiz Rabbia di vento (1986), die auch ins Französische (Le Pays oublié) und Deutsche (Grenzraum) übersetzt wurde. 2002 wurde er ans Internationale Poesiefestival Medellín eingeladen. 2003 erhielt er für seinen Novellenband Fiori d’ombra den Prix Littéraire Lipp Suisse, 2016 wurde er mit dem Schweizer Grand Prix Literatur ausgezeichnet. Sein Archiv befindet sich im Schweizerischen Literaturarchiv in Bern.
Nessi ist verheiratet und Vater der Töchter Antonia und Vita. Er lebt und schreibt als freischaffender Schriftsteller in Bruzella in der Region Mendrisio.

## Werk

### Lyrik
- I giorni feriali, Pantarei, Lugano 1969; Casagrande, Lugano 1988
- Ai margini, Collana di Lugano, Lugano 1975; Casagrande, Lugano 1988
- Rasoterra, Casagrande, Bellinzona 1983
- Il colore della malva, Poesie, Illustrationen von Pino Sacchi, Casagrande, Bellinzona 1992
- Massimo Cavalli. Una ruvida grazia, Masoero, Torino 1995
- Blu cobalto con cenere, Poesie, Vorwort von Maurizio Cucchi, Casagrande, Bellinzona 2000
- Iris viola, Lietocolle, Faloppio 2004
- Ode di gennaio, Alla chiara fonte, Lugano 2005
- Ladro di minuzie. Poesie scelte, Casagrande, Bellinzona 2010
- Un sabato senza dolore, Poesie, mit einem Vorwort von Fabio Pusterla, Interlineqa, Novara 2016, ISBN 978-88-6857-109-2

### Prosa
- Terra matta. Vorwort von Pio Fontana, Illustrationen von Renzo Ferrari. Dadò, Locarno 1985
- Tutti discendono, Casagrande, Bellinzona 1989
- Fiori d’ombra. Racconti, Casagrande, Bellinzona 1997
- La Lirica, Casagrande, Bellinzona 1998
- La prossima settimana, forse, Casagrande, Bellinzona 2008
- Miló. Racconti, Casagrande, Bellinzona 2014

### Essays
- Un’estate
- La conquista del Messico
- Fermare il tempo, in: Il Ticino e i suoi fotografi / Das Tessin und seine Photographen
- Tracce di un percorso, in: I poeti della Svizzera italiana nell’ultimo ventennio (1969–1989)
- L’uomo e la bambina
- Passeri
- Saltamartina
- In cerca della luce
- Memoria e desiderio, in: Le processioni storiche di Mendrisio
- Auf der andern Seite der Mauer, in: Swiss, made. Die Schweiz im Austausch mit der Welt
- Wohin die Dichtung geht, in: Wohin geht das Gedicht

### In deutscher Übersetzung
- Terra matta. Drei Erzählungen, Deutsch von Karin Reiner, Limmat Verlag, Zürich 1983; Neuauflage 2005, ISBN 978-3-85791-494-2
- Abendzug, Deutsch von Regula Kühne, Limmat, Zürich 1991, ISBN 3-85791-187-5
- Mit zärtlichem Wahnsinn / Con tenera follia, Ausgewählte Gedichte, Deutsch von Maja Pflug, Limmat, Zürich 1995, ISBN 978-3-85791-239-9
- Die Wohnwagenfrau, Deutsch von Maja Pflug, Limmat, Zürich 1998, ISBN 3-85791-317-7
- Schattenblüten, Erzählungen, Deutsch von Maja Pflug, Limmat, Zürich 2000, ISBN 3-85791-351-7
- Nächste Woche, vielleicht, Roman, Deutsch von Maja Pflug, Limmat, Zürich 2009, ISBN 978-3-85791-578-9
- Miló, Erzählungen, Deutsch von Maja Pflug, Limmat, Zürich 2016, ISBN 978-3-85791-786-8

## Bibliographie
- Angela Mollisi u. a.: Alberto Nessi. In: Arte&Storia. 15. Jahrgang, Nummer 65, Edizioni Ticino Management, Lugano 2015, S. 64–65.